# Megaselia aterrima
Megaselia aterrima är en tvåvingeart som först beskrevs av Gabriel Strobl 1906.  Megaselia aterrima ingår i släktet Megaselia och familjen puckelflugor. Inga underarter finns listade i Catalogue of Life.